# Sawane
Sawane (gruz. სავანე) – wieś w Gruzji, w regionie Imeretia, w gminie Saczchere. W 2014 roku liczyła 1908 mieszkańców.